# Grigna (Val Camonica)
La Grigna è un torrente della Val Camonica, in provincia di Brescia, lungo circa 19 km.

## Descrizione
Nasce al Dosso dei Galli e ha come affluenti i torrenti Grigna di Stabil Fiorito, Travagnolo e Torrente Valle di Campolaro.
Il suo bacino imbrifero comprende la Val Grigna, nasce da Crocedomini e si estende nei comuni di Bienno, Prestine, Berzo Inferiore e Esine per un totale di circa 102 km².  
Il suo nome deriva dal suo tributario il rivo Grignetta a nord del monte Colombine. Forse da Caravina che deriva a sua volta da càravum, antico termine longombardo che significa mucchio di sassi, ghiaione, terreno sassoso. Da caravina, caravigna e poi Grigna. 
Un'altra derivazione potrebbe essere il nome del vecchio tedesco "grinan" stridere, sogghignare.  
Nella sua storia il fiume Grigna ha causato diverse alluvioni che permangono in un detto popolare che dice: "Quand 'l Grigna l' grignarà, Bers ed Esen i pianserà".  
L'inondazione più grave, di cui si ha memoria storica, è quella del 7 luglio 1634 che devastò Prestine e parte di Bienno. Un'altra pericolosa inondazione ci fu quella del 1882 che non fece vittime e disastri ma spinse le autorità di Vezza d'Oglio a costruire argini più sicuri.  
Sul corso d'acqua insistono tre centrali idroelettriche: Mantelera, Isola ed Esine, la cui produzione idroelettrica è di circa 70 000 MWh/anno. Alla confluenza con il fiume Oglio il torrente ha una scarsissima portata d'acqua, a causa dei prelievi a scopi idroelettrici.